# Pakpattan
Pakpattan (en ourdou : پاکپتن) est une ville pakistanaise, et capitale du district de Pakpattan, dans la province du Pendjab.
La population de la ville a été multipliée par près de quatre entre 1972 et 2017, passant de 42 028 habitants à 176 693. Entre 1998 et 2017, la croissance annuelle moyenne s'affiche à 2,6 %, un peu supérieure à la moyenne nationale de 2,4 %. En 2023, la population de la ville monte à 221 280 habitants.
|            | 1961 (rec.) | 1972 (rec.) | 1981 (rec.) | 1998 (rec.) | 2017 (rec.) | 2023 (rec.) |
| ---------- | ----------- | ----------- | ----------- | ----------- | ----------- | ----------- |
| Population | 27 974      | 42 028      | 69 820      | 107 791     | 176 693     | 221 280     |

La ville abrite le mausolée de Baba Farid, un saint musulman très vénéré dans la région.